# Kidron

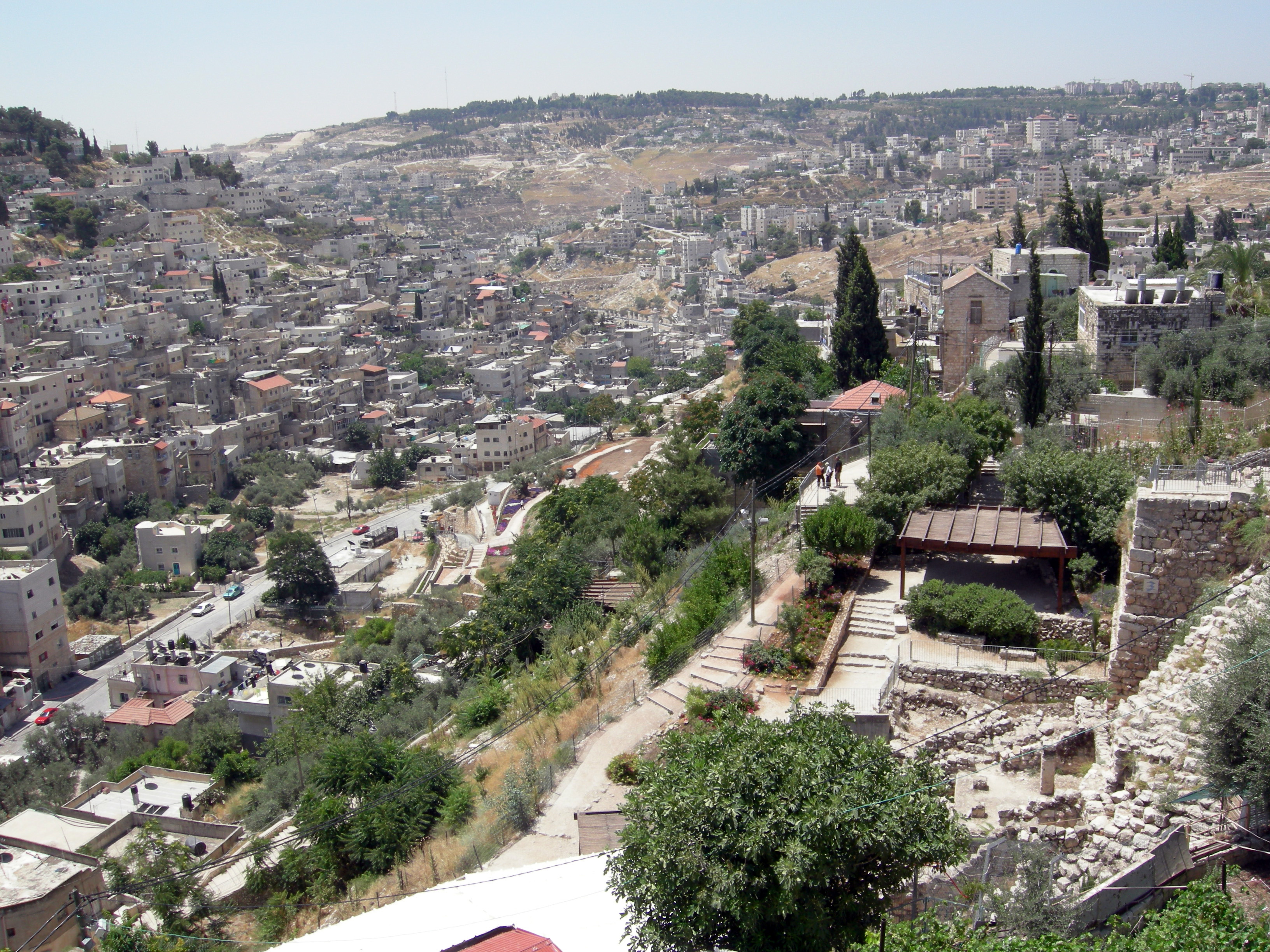
Uitzicht op het Kidron-dal vanuit de oude stad van Jeruzalem

Kidron is de naam van een wadi ten oosten van Jeruzalem, tussen de stad en de Olijfberg. Het dal werd ook Dal Josafat genoemd. Het dal is uitgesleten door een beek die het grootste gedeelte van het jaar uitgedroogd is. Jezus stak het Kidron-dal over op weg naar Getsemane, waar hij gevangengenomen werd door zijn vijanden.